# Saldaga
Saldaga (cũng được gọi là As We Live hay While You Live) là album phòng thu bằng tiếng Hàn thứ hai của SG Wannabe. Nó bao gồm hai bản hit đạt vị trí số một: "Sin and Punishment", đã nhận được nhiều giải thưởng cho cả video âm nhạc cũng như cho bản thân bài hát, và "Saldaga". Giống như album trước đó, "Saldaga" có khả năng thu hút sự chú ý của truyền thông về khả năng thanh nhạc của nhóm nhạc, giúp cho SG Wannabe trở thành nghệ sĩ duy nhất trong năm 2005 bán được hơn 400.000 bản album của họ. Album đã bán được 485.926 bản.
Một phiên bản đặc biệt của album được phát hành vào ngày 13 tháng 6 năm 2005, thu hút được sự khen ngợi hiếm có từ Tổng thư ký Liên hợp quốc Ban Ki-Moon.
SG Wannabe đã được trao hạng mục Daesang danh giá ("Nghệ sĩ của năm") của giải thưởng Golden Disk Awards vào năm 2005.

## Video âm nhạc
Một video phim ca nhạc gồm hai phần đã được phát hành cho "Sin and Punishment" và "Saldaga". Hai video âm nhạc do Ha Seok-jin, Seo Jun-young, vàHan Eun-jung thủ vai chính.

## Ca khúc tiêu biểu

### "Sin and Punishment"
"Sin and Punishment" là ca khúc chủ đề của SG Wannabe cho album này. Là một ca khúc có nhịp độ trung bình, "Sin and Punishment" là một trong những bài hát nổi tiếng nhất năm 2005.

### "Saldaga"
"Saldaga" (có nghĩa là "Khi ta sống" hoặc "Khi em sống") là ca khúc tiếp theo. "Saldaga" được sử dụng làm ca khúc kết thúc của phim truyền hình Sad Love Story của đài MBC, cũng như nhạc phim cho bộ phim truyền hình Mùi ngò gai của Việt Nam.

### "Craze"
"Craze" là một ca khúc sôi động được người hâm mộ yêu thích, với một bản remix được phát hành dưới dạng video âm nhạc với sự góp mặt của Han Eun-jung và Hwang Jung-eum.

## Danh sách bài hát
| STT | Nhan đề                                     | Phổ lời       | Phổ nhạc       | Biên khúc                   | Thời lượng |
| --- | ------------------------------------------- | ------------- | -------------- | --------------------------- | ---------- |
| 1.  | "죄(罪)와벌(罰)" ("Sin and Punishment")     | Nam Min Seol  | Kim Do-hoon    | Kim Do-hoon                 |            |
| 2.  | "이별의 계절" ("Season of Separation")      | Ahn Young Min | Lee Kyung-sub  | Lee Kyung-sub               |            |
| 3.  | "광(狂)" ("Craze")                          | Ahn Young Min | Cho Young Soo  | Cho Young Soo               |            |
| 4.  | "가" ("Go")                                 | Lee Hui Seung | Han Sung Ho    | Han Sung Ho                 |            |
| 5.  | "그래도" ("Even Though")                    | Kim Jin Ho    | Cho Young Soo  | Cho Young Soo               |            |
| 6.  | "살다가" ("Saldaga"/"As We Live")           | Ryu Jae Hyun  | Ryu Jae Hyun   | Ryu Jae Hyun                |            |
| 7.  | "24 Hours"                                  | Ahn Young Min | Cho Young Soo  | Cho Young Soo, Mordny       |            |
| 8.  | "Thank You"                                 | Min Myung Ki  | Min Myung Ki   | Lee Seok Ju, Jung Byung Kyu |            |
| 9.  | "입술만 깨물고 있죠" ("I'm Biting my Lips") | Min Myung Ki  | Min Myung Ki   | Jung Byung Kyu              |            |
| 10. | "Tenderness"                                | Ahn Young Min | Lee Kyung-sub  | Lee Kyung-sub               |            |
| 11. | "내 하루를" ("My One Day")                  | Han Sung Ho   | Han Sung Ho    | K                           |            |
| 12. | "보관함" ("Locker")                         | Kim Jin Ho    | Han Sung Won   | Han Sung Won                |            |
| 13. | "하루" ("A Day")                            | Ahn Young Min | Lee Hyun Seung | Lee Hyun Seung              |            |

### Special Edition

#### CD 1
| STT | Nhan đề                                     | Phổ lời       | Phổ nhạc       | Biên khúc                   | Thời lượng |
| --- | ------------------------------------------- | ------------- | -------------- | --------------------------- | ---------- |
| 1.  | "죄(罪)와벌(罰)" ("Sin and Punishment")     | Nam Min Seol  | Kim Do-hoon    | Kim Do-hoon                 |            |
| 2.  | "이별의 계절" ("Season of Separation")      | Ahn Young Min | Lee Kyung-sub  | Lee Kyung-sub               |            |
| 3.  | "광(狂)" ("Craze")                          | Ahn Young Min | Cho Young Soo  | Cho Young Soo               |            |
| 4.  | "가" ("Go")                                 | Lee Hui Seung | Han Sung Ho    | Han Sung Ho                 |            |
| 5.  | "그래도" ("Even Though")                    | Kim Jin Ho    | Cho Young Soo  | Cho Young Soo               |            |
| 6.  | "살다가" ("Saldaga"/"As We Live")           | Ryu Jae Hyun  | Ryu Jae Hyun   | Ryu Jae Hyun                |            |
| 7.  | "24 Hours"                                  | Ahn Young Min | Cho Young Soo  | Cho Young Soo, Mordny       |            |
| 8.  | "Thank You"                                 | Min Myung Ki  | Min Myung Ki   | Lee Seok Ju, Jung Byung Kyu |            |
| 9.  | "입술만 깨물고 있죠" ("I'm Biting my Lips") | Min Myung Ki  | Min Myung Ki   | Jung Byung Kyu              |            |
| 10. | "Tenderness"                                | Ahn Young Min | Lee Kyung-sub  | Lee Kyung-sub               |            |
| 11. | "내 하루를" ("My One Day")                  | Han Sung Ho   | Han Sung Ho    | K                           |            |
| 12. | "보관함" ("Locker")                         | Kim Jin Ho    | Han Sung Won   | Han Sung Won                |            |
| 13. | "하루" ("A Day")                            | Ahn Young Min | Lee Hyun Seung | Lee Hyun Seung              |            |

#### CD 2
| STT | Nhan đề                                                       | Phổ lời       | Phổ nhạc      | Biên khúc     | Thời lượng |
| --- | ------------------------------------------------------------- | ------------- | ------------- | ------------- | ---------- |
| 1.  | "죄(罪)와벌(罰)" ("Sin and Punishment")                       | Nam Min Seol  | Kim Do-hoon   | Kim Do-hoon   |            |
| 2.  | "이별의 계절" ("Season of Separation")                        | Ahn Young Min | Cho Young Soo | Cho Young Soo |            |
| 3.  | "광(狂)" ("Craze")                                            | Ahn Young Min | Cho Young Soo | Cho Young Soo |            |
| 4.  | "그래도" ("Even Though")                                      | Kim Jin Ho    | Cho Young Soo | Cho Young Soo |            |
| 5.  | "살다가" ("Saldaga"/"As We Live")                             | Ryu Jae Hyun  | Ryu Jae Hyun  | Ryu Jae Hyun  |            |
| 6.  | "Tenderness"                                                  | Ahn Young Min | Lee Kyung-sub | Lee Kyung-sub |            |
| 7.  | "죄(罪)와벌(罰) (Electronica Version)" ("Sin and Punishment") | Nam Min Seol  | Kim Do-hoon   | Kim Do-hoon   |            |
| 8.  | "살다가 (R&B Version)" ("Saldaga"/"As We Live")               | Nam Min Seol  | Kim Do-hoon   | Kim Do-hoon   |            |
| 9.  | "광(狂) (Electronica Version)" ("Craze")                      | Ahn Young Min | Cho Young Soo | Cho Young Soo |            |

Bản mẫu:SG Wannabe